# Deák Ágnes
Deák Ágnes (Szeged, 1960. december 14. –) történész, az MTA doktora, a Szegedi Tudományegyetem Bölcsészettudományi Kar Történeti Intézet Új- és Legújabbkori Magyar Történeti Tanszék (ma már Modernkori Magyar Történeti Tanszék) egyetemi tanára, az Aetas című történettudományi folyóirat főszerkesztője.

## Életpályája
Felsőfokú tanulmányait 1979 és 1984 között a József Attila Tudományegyetem Bölcsészettudományi Karán végezte magyar–történelem szakon. 2000-ben doktorált az Eötvös Loránd Tudományegyetemen. 2011-ben habilitált, 2014 óta az MTA doktora (Filozófiai és Történettudományok Osztálya – 19. századi magyar eszmetörténet, politikatörténet). A Szegedi Tudományegyetem Bölcsészettudományi Kar Történeti Intézet Modernkori Magyar Történeti Tanszékén oktat.

### Magánélete
Házastársa Kövér György.

### Kutatási területe
- A nemzeti mozgalmak története Magyarországon és a Habsburg Birodalomban a 19. században
- Deák Ferenc politikai pályafutása
- Magyarország története a neoabszolitizmus korában[1]

## Fontosabb művei
- „Zsandáros és policzájos idők”. Budapest, Osiris, 2015.
- Deák és Vachott Sándorné Csapó Mária. In: „Jól esik köztetek lenni…”: Női sorsok, szerepek Deák Ferenc környezetében. Szerk.: Kiss Gábor. Zalaegerszeg, Deák Ferenc Megyei és Városi Könyvtár, 2015. pp. 134–154.
- Forradalmár emigránsok nyomában. SZÁZADOK 148: (3) pp. 601–623.
- „A politika ne nyulj hozzám-virág volt”. SZÁZADOK 147: (3) pp. 625–654.
- Államrendőrségi információs hálózat Magyarországon, 1849–1867. In: Szakszolgálat Magyarországon: avagy tanulmányok a hírszerzés és titkos adatgyűjtés világából (1785–2011). Szerk.: Csóka Ferenc. Budapest: Nemzetbiztonsági Szakszolgálat (NBSZ), 2012. pp. 81–89.
- A koronás Wargha. Budapest, Akadémiai, 2010.
- From Habsburg Neo-Absolutism to the Compromise 1849–1867. Highland Lakes (New Jersey): Social Science Monographs – Atlantic Research and Publications, Inc., 2008. (East European Monographs, 737.)
- Deák Ágnes – Molnár András : Deák Ferenc. Budapest: Vince, 2003. (Tudomány – Egyetem, Történeti életrajzok)
- "Nemzeti egyenjogúsítás". Budapest: Osiris, 2000.
- A Habsburg Birodalom a nacionalizmus kihívásai között. Aetas 13: (4) pp. 5–44.[4]